# Sân bay quốc tế Mangalore
Sân bay quốc tế Mangalore (IATA: IXE, ICAO: VOML) (tên trước đây Sân bay Bajpe) là một sân bay quốc tế ở thành phố ven biển Mangalore, Ấn Độ. Sân bay này được khai trương năm 1951 với tên Bajpe Aerodrome và đương kim thủ tướng lúc đó là Jawaharlal Nehru đã bay chuyến đầu tiên đến đây..
Sân bay này nằm gần Bajpe, cách trung tâm thành phố khoảng 20 km (12 mi) về phía đông bắc. Các chuyến bay hàng ngày nối Mangalore với Mumbai, Bangalore, Goa, Kochi, Kozhikode và Chennai. Cho đến năm 2005, đường băng dài 5.200 ft (1.585 m) của sân bay này chỉ có thể phục vụ máy bay Boeing 737 hoặc tương đương. Hiện hãng Deccan và Indian Airlines sử dụng máy bay Airbus A320 còn hãng Kingfisher Airlines sử dụng Airbus 319.
Đường băng nằm trên một ngọn đồi và đường cất hạ cánh dẫn từ đỉnh ra rìa ngọn đồi, được gọi là đường băng mặt bàn.. Sườn đồi đổ xuống một thung lũng từ độ cao 90 đến 9 m với một khoảng cách ngắn 500 m bên sườn đông của đường băng và khoảng 83 m xuống 25 bên sườn tây của đường băng. Một bất lợi nữa của đường băng này là nó không bằng phẳng, có độ cao từ 90 m đến 83 m từ đông sang tây. Hạ cánh trên một đường băng ngắn thế này được coi là khó khăn.
Ngày 10 tháng 1 năm 2006 một chiếc Airbus 319 của Kingfisher Airlines là máy bay cỡ này hạ cánh xuống sân bay này. Số lượng khách sử dụng sân bay Mangalore đã tăng 10% trong năm qua.
Đường băng thứ 2 dài 2900 m đã được đưa vào sử dụng ngày 10 tháng 5 năm 2006. Đây là sân bay đầu tiên ở Karnataka có hai đường băng và một đường băng làm bằng bê tông.

## Các hãng hàng không và các tuyến điểm

### Nội địa
- Deccan (Bangalore, Kochi, Mumbai)
- Indian Airlines (Mumbai)
- Jet Airways (Bangalore, Mumbai)
- Kingfisher Airlines (Bangalore, Mumbai, Goa, Kochi, Kozhikode)
- Air-India Express (Kochi, Kozhikode)

### Quốc tế
- Air-India Express (Abu Dhabi, Bahrain, Doha, Dubai, Muscat)
- Jet Airways (Kuwait, Dammam) [bắt đầu tháng 11 năm 2008]

## Khoảng cách của sân bay Mangalore với các địa điểm phụ cận
- Hampankatta - 22 km (14 mi)
- Kasaragod - 65 km (40 mi)
- Kollur - 150 km (93 mi)
- Manipal - 60 km (37 mi)
- Madikeri or Coorg - 150 km (93 mi)
- Moodabidri - 22 km (14 mi)
- Surathkal - 16 km (9,9 mi)
- Talapady - 36 km (22 mi)
- Udupi - 55 km (34 mi)